# Wohn- und Wirtschaftsgebäude Große Straße 14
Das Wohn- und Wirtschaftsgebäude Große Straße 14 in der Ortsmitte der niedersächsischen Gemeinde Stemmen wurde in der zweiten Hälfte des 19. Jahrhunderts gebaut. Aktuell (2025) wird es zum Wohnen und gewerblich (Kunstschmiede) genutzt.
Das Gebäude steht unter Denkmalschutz (siehe auch Liste der Baudenkmale in Stemmen (Landkreis Rotenburg)).

## Geschichte und Beschreibung
Stemmen wurde 1250 erstmals erwähnt und gehört zur Samtgemeinde Fintel im heutigen Landkreis Rotenburg (Wümme).
Das eingeschossige giebelständige große Wohn- und Wirtschaftsgebäude als Zweiständer-Hallenhaus auf hohem Backsteinsockel in regelmäßigem Rasterfachwerk mit Steinausfachungen, plattendecktem Satteldach, Uhlenloch, Pferdeköpfe, regionaltypischer senkrechter Verbretterung in den oberen Giebeldreiecken und der Grooten Door mit Korbbogen wurde 1888 für Wilhelm und Else Mahnken (Inschrift) gebaut.
Das Landesdenkmalamt befand u. a.: „… ein regionstypisches Hallenhaus der zweiten Hälfte des 19. Jahrhunderts in Zweiständerkonstruktion ….“